# Cephalophyllum parvulum
Cephalophyllum parvulum är en isörtsväxtart som först beskrevs av Schlechter, och fick sitt nu gällande namn av H.E.K. Hartmann. Cephalophyllum parvulum ingår i släktet Cephalophyllum och familjen isörtsväxter. Inga underarter finns listade i Catalogue of Life.